# 紀元前318年
紀元前318年（きげんぜん318ねん）は、ローマ暦の年である。
当時は、「フラッキナトールとウェンノが共和政ローマ執政官に就任した年」として知られていた（もしくは、それほど使われてはいないが、ローマ建国紀元436年）。紀年法として西暦（キリスト紀元）がヨーロッパで広く普及した中世時代初期以降、この年は紀元前318年と表記されるのが一般的となった。

## 他の紀年法
- 干支 : 癸卯
- 日本
  - 皇紀343年
  - 孝安天皇75年
- 中国
  - 周 - 慎靚王3年
  - 秦 - 恵文王7年
  - 楚 - 懐王11年
  - 斉 - 宣王2年
  - 燕 - 燕王噲3年
  - 趙 - 武霊王8年
  - 魏 - 襄王元年
  - 韓 - 宣恵王15年
- 朝鮮
  - 檀紀2016年
- ベトナム :
- 仏滅紀元 : 227年
- ユダヤ暦 :

## できごと

### マケドニア帝国
- アンティゴノスが、アジア全域の支配者になることを決意し、カッサンドロス、プトレマイオスと連合した。アンティゴノスはエウメネスにも連合を持ちかけたが、エウメネスは王家への忠誠を守った。エウメネスは決起し、東方のサトラップ（太守）たちと同盟を結んだ。次いで、エウメネスはアンティゴノス側からバビロンを奪取した。
- アンティゴノスはエウメネスに向かった進軍し、エウメネスは東方へ退き、チグリス川東岸のサトラップたちと合流した。
- プトレマイオス、アンティゴノスと結んだカッサンドロスは、帝国摂政ポリュペルコンに宣戦布告した。ギリシアのほとんどの都市国家は、アテナイを含め、カッサンドロス側についた。
- ポリュペルコンは、ギリシア諸都市に自由を保障することで、当初は影響力を保ったものの、ポリュペルコン方の艦隊は、アンティゴノスによって撃破された。

### ギリシア
- アンティパトロスの没後、アテナイでは権力闘争が起こり、民主政治の復活を望むアテナイ市民たちによって、フォキオン (Phocion) が支配者の座から追われ、反逆罪に問われて処刑された。その後、間もなく、アテナイ市民たちはフォキオンを讃えて、公式の葬儀を行ない、像を建てた

### 中国
- 楚・趙・魏・韓・燕が連合して秦に侵攻し、函谷関を攻撃した。秦軍が出兵して迎え撃ち、5カ国連合軍は敗走した。
- 宋君偃が王を称した。

### 音楽
- アリストテレスの弟子のひとりで、ギリシアの逍遙学派（ペリパトス派）の哲学者であり、音楽やリズムについて記述を残したアリストクセノス (Aristoxenus) が、『ハルモニア原論』と題された論文を書いた。

## 死去
- フォキオン (Phocion)  - アテナイの政治家、将軍（紀元前402年ころ生）